# Quintus Iunius Arulenus Rusticus
Pour les articles homonymes, voir Rusticus.
 (octobre 2015).
Si vous disposez d'ouvrages ou d'articles de référence ou si vous connaissez des sites web de qualité traitant du thème abordé ici, merci de compléter l'article en donnant les références utiles à sa vérifiabilité et en les liant à la section « Notes et références ».
Quintus Iunius Arulenus Rusticus (mort en 93) est un homme politique romain du Ier siècle.
Il exerce le tribunat en 66 et la préture en 69 : il est l'ami de Pline le Jeune et de Tacite qui font l'éloge de son talent et de ses vertus. 
Philosophe stoïcien, il est l'ami de Thraséas et d'Helvidius Priscus et protège Dion de Pruse et Plutarque. 
Il montre son courage dès le règne de Néron : tribun lors du procès de Thraséas, il lui offre de mettre son veto au sénatus-consulte qui devait le condamner, mais Thraséas refuse afin de lui éviter de mettre sa vie en péril inutilement.
Sous Domitien, il publie un éloge de Thraséas. Ce livre le fait accuser de lèse-majesté devant le Sénat : la peine de mort est prononcée contre lui, et son écrit brûlé avec celui de Senecio, qui avait publié l'éloge d'Helvidius Priscus. 
Il est consul suffect en 92.
Son frère Junius Mauricus est banni en 93 par Domitien et rappelé par Nerva.